# The Story of a Story
The Story of a Story è un cortometraggio muto del 1915 diretto da Tod Browning.

## Trama
Un uomo sogna che una coppia, di dubbia moralità, esca da un libro e agisca nella realtà. Poi, i due, rimpiccioliscono e tornano tra le pagine da cui sono usciti. Il libro prende fuoco e si vedono due piccole figure che gesticolano chiedendo aiuto.

## Produzione
Il film fu prodotto dalla Majestic Motion Picture Company.

## Distribuzione
Distribuito dalla Mutual Film, il film uscì nelle sale cinematografiche USA il 20 aprile 1915.